# Loxosceles mulege
La araña violinista de Mulegé (Loxosceles mulege) es una especie de araña del género Loxosceles, perteneciente a la familia Sicariidae, del orden Araneae. Esta especie fue descrita por Gertsch y Ennik en 1983. El nombre específico “mulege” hace alusión al Municipio de Mulegé de Baja California Sur, México, donde se ubica la localidad tipo. Es endémica de México.

## Clasificación y descripción
La araña violinista de Mulegé a diferencia de otras especies, no presenta de manera evidente la mancha en forma de violín en el prosoma, el carapacho es color amarillento a naranja en el que se notan oscurecidos los tubérculos oculares. La forma del cuerpo se presenta de manera general patas delgadas, acomodadas a los lados, sin espinas evidentes, el color del opistosoma es marrón claro: el arreglo ocular es 2:2:2. Es una especie de talla más pequeña en comparación de otras del género Loxosceles, llegando a alcanzar 3.5 cm contando las patas.

## Distribución y hábitat
Esta especie se distribuye en México, y se conoce solo en la localidad tipo, el municipio de Mulegé, en el estado de Baja California Sur. Esta especie es de ambiente terrestre y se ha encontrado entre grava y roca superficial sobre suelo arcilloso. La vegetación propia del lugar es matorral xerófilo dominado por el mezquite.

## Estado de conservación
No se encuentra dentro de ninguna categoría de riesgo en las normas nacionales o internacionales.

## Relevancia médica
Esta especie se encuentra dentro de los organismos considerados de importancia médica. Su mordedura puede llegar a representar un riesgo grave a la salud y requiere atención médica.